# 585. п. н. е.

## Догађаји
- 28. мај — Догодило се помрачење Сунца током битке код Халиса између лидијског краља Алијата II и медијског краља Кијаксара због чега је битка прекинута.